# Geenhoven
Geenhoven was een buurtschap bij de Nederlandse plaats Valkenswaard (provincie Noord-Brabant) en is tegenwoordig een woonwijk van dezelfde plaats, gelegen ten noordwesten van de huidige dorpskern.
De buurt wordt gekenmerkt door traditionele Nederlandse woningen, brede lanen en veel groen. Het is een rustige woonomgeving, populair bij mensen die waarde hechten aan erfgoed en een kalme leefstijl. De combinatie van historische architectuur en een overzichtelijke opzet maakt Geenhoven tot een herkenbare en geliefde wijk.

## Etymologie
Toponiemen eindigend op het suffix -hoven komen veelvuldig voor in zuidelijk Nederland en duiden vaak op een zogenaamde hove of boerderij die vanaf de 11e eeuw tijdens de expansie van de Kempen werden gebouwd. Andere voorbeelden zijn Eindhoven, Riethoven, Boshoven en Westerhoven. Het woord geen- komt in de archieven vaak voor met als betekenis: aan de andere kant.  
In Dommelen bij de oude kerk zijn resten gevonden van enkele middeleeuwse nederzettingen. De oudste sporen van deze nederzetting dateren rond 1050. De boerderij uit de jongste nederzetting dateert uit de periode 1125-1175. Deze ‘hove’ wordt gezien als geografisch middelpunt voor de benaming van de gehuchten Westerhoven dat ten westen hiervan is gesitueerd en Geenhoven dat aan de andere kant van de Dommel ligt. Deze theorie wordt onderbouwd door een gelijknamige situatie in Ginhoven, een gehucht in de Belgische gemeente Baarle-Hertog. Hier is een toponiem Oosthoven waarbij het middelpunt de Belgische stad Turnhout is.

## Geschiedenis
Geenhoven is, samen met Zeelberg en Wedert een van de oudste nederzettingen in het gebied van Valkenswaard. Het bezat een met eiken begroeid driehoekig plein met een waterkuil, dat De Dries werd genoemd. Deze werd door een waterloop, de Rijt, van water voorzien. Om dit plein heen lagen boerderijen. Wegen eromheen leidden naar drie reeksen boerderijen: De Brant, De Rijt, en De Haag. De buurtschap lag tussen de woeste gronden en het dal van de Dommel in en omvatte, naast particuliere akkers, diverse gemeenschappelijke beemden, akkers, en woeste gronden.
De buurtschap is genoemd naar de Geenhoeve (Ghinhoeven), die van voor de 15e eeuw stamde en een van de oudere hoeven van de nederzetting was. Reeds in 1394 was de hoeve eigendom van de rentmeester van de Abdij van Echternach, Willem van Laerven. Voordien was ze onder meer bezit van de familie Van Horne, en mogelijk bezit van de heer van Waalre, Valkenswaard en Aalst. Mogelijk werd ze toen beheerd door n. Het kasteel van de heren lag iets ten noorden van Geenhoven, bij de Loondermolen.
De Geenhoeve omvatte ook een ketelaer, ofwel smederij, en deze traditie hield stand van de 13e tot in de 19e eeuw.
Een brug voerde over de Dommel naar de plaats waar in 1446 het klooster Agnetendal te Dommelen werd gevestigd. De nonnen kregen een aantal beemden geschonken, die als Kloosterbeemden bekend zijn geworden.
Als brandstof werd turf en klot uit het beekdal gewonnen, waar de toponiemen De Brant en Klotbeemd betrekking op hebben.
De Haag was een nabijgelegen gehucht dat genoemd was naar de doornhagen, nodig om het vee in de weide te houden. Hier bevond zich een hut, ofwel een afspanning voor postkoetsen, aan de dijk naar Aalst.

## Heden
Sinds 1961 is een groot deel opgegaan in een nieuwbouwwijk, waarin niets meer van de oorspronkelijke structuur valt af te lezen. Ook de eertijds aanwezige langgevelboerderijen werden gesloopt. Slechts de Molenweg, een oude weg naar de Loondermolen, en een strook langs de Dommel, bleef gespaard. In 1962 werd de RK Jozefkerk in deze wijk gebouwd naar een ontwerp van architect F.J.M. Korteweg. Na teruglopend kerkbezoek werd deze kerk in 1990 gesloopt.